# Strandskogen (naturreservat)
Strandskogen är ett naturreservat i Borgholms kommun i Kalmar län.
Området är naturskyddat sedan 2009 och är 158 hektar stort. Reservatet består av ädellövskog längs kuststräckan mellan Borgholm och Halltorp.